# 塔布莱鲁
塔布莱鲁是巴西米纳斯吉拉斯州的一个市镇。总面积211.382平方公里，总人口4061人，人口密度19.2人/平方公里。